# Paul Kuckuck

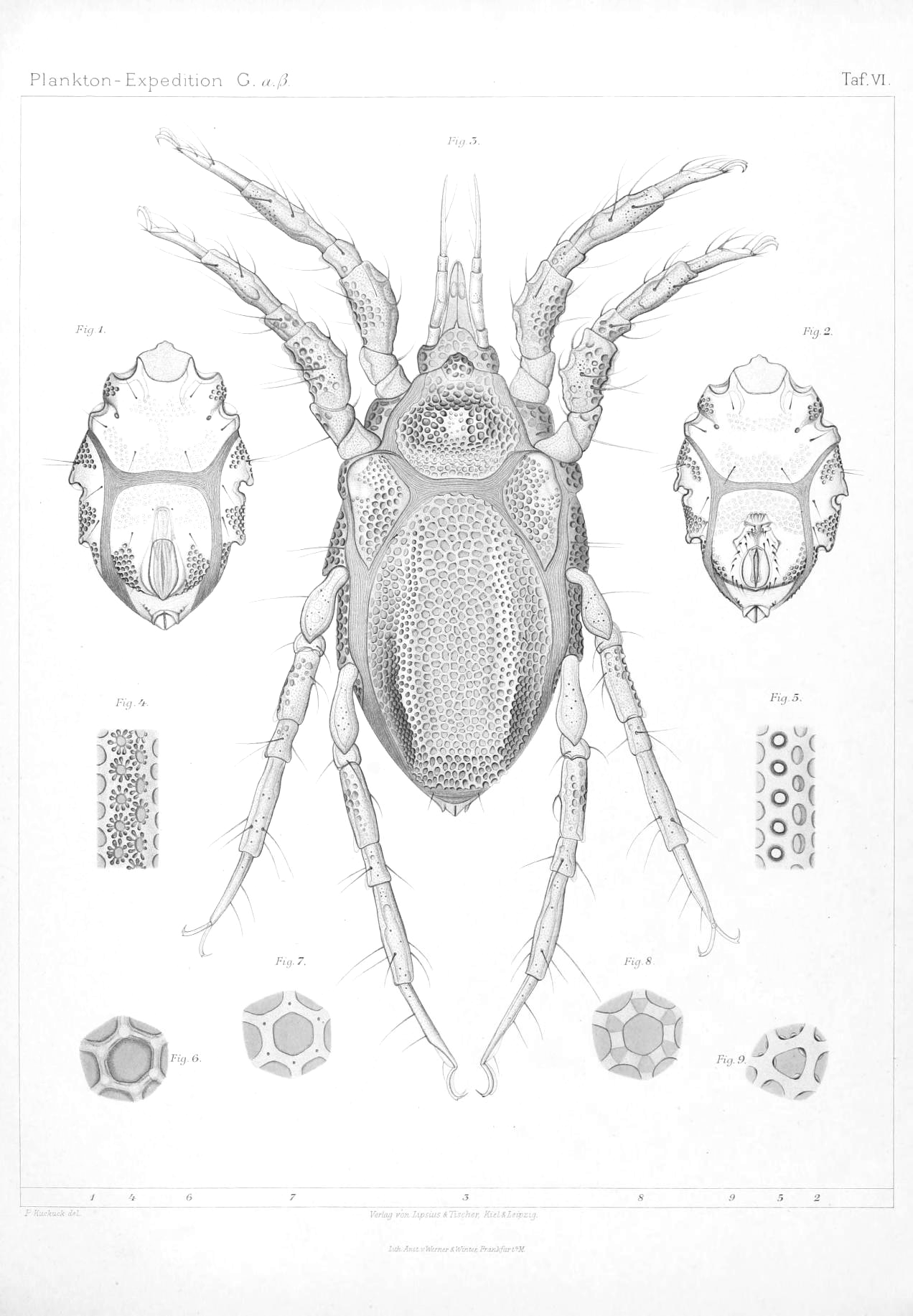
Copidognathus lamellosus, tekening van Paul Kuckuck voor Hans Lohmann, Die Halacarinen der Plankton-Expedition. Ergebnisse der Plankton-Expedition der Humboldt-Stiftung, Bd. 2, 1893

Paul Ernst Hermann Kuckuck (Petricken bij Seckenburg, Kreis Labiau (Oost-Pruisen) 24 mei 1866 - ?, 1918) was een mariene bioloog tijdens het Duitse Rijk. Hij was een fycoloog, expert op het gebied van zee-algen. Hij werkte aan de Biologische Anstalt Helgoland, het biologisch instituut op Helgoland, waar hij de eerste grondige beschrijving van de zeeflora van Helgoland initieerde.

## Biografie
Paul Kuckuck werd geboren in Petricken bij Seckenburg in Oost-Pruisen (Seckenburg is tegenwoordig Zapovednoje in Oblast Kaliningrad). Hij was vanaf 1888 assistent van Johannes Reinke in Kiel, voor wie hij tekeningen maakte voor de Atlas Deutscher Meeresalgen. Hij maakte ook tekeningen voor Hans Lohmann (Die Halacarinen der Plankton-Expedition. Ergebnisse der Plankton-Expedition der Humboldt-Stiftung, 1893). In Kiel vervolledigde hij zijn studies aan de universiteit. Hij promoveerde in 1892 onder Johannes Reinke met de dissertatie Beiträge zur Kenntnis einiger Ectocarpus-Arten der Kieler Föhrde.
Reinke droeg hem voor als eerste curator van botanica van de Biologische Anstalt Helgoland, die in 1892 was opgericht. Kuckuck werkte tot 1914 op het eiland. Van 1914 tot 1918 werkte hij aan het museum van de botanische tuin Dahlem (Berlijn). Na zijn dood werd zijn werk voortgezet door Wilhelm Nienburg en Otto Christian Schmidt. Het grootste deel van het herbarium dat Kuckuck opbouwde is vernietigd in de Tweede Wereldoorlog.
Kuckuck is de wetenschappelijke auteur van verscheidene algensoorten waaronder Asperococcus scaber, Sorapion simulans, Ectocarpus lucifugus (tegenwoordig beschouwd als een taxonomisch synoniem van Pleurocladia lucifuga (Kuckuck) Wilce) en Mikrosyphar porphyrae waarvan het type-specimen zich bevindt in het instituut op Helgoland. Zijn botanische auteursaanduiding is Kuck.

## Werken
- Beiträge zur Kenntnis einiger Ectocarpus-arten der Kieler Föhrde, 1891 (dissertatie voor zijn doctoraat aan de Christian-Albrechts-Universität zu Kiel)
- Beiträge zur Kenntnis der Meeresalgen, 1897
- Über Algenkulturen im freien Meere, 1900

Hij publiceerde talrijke artikelen in de Berichte der Deutschen Botanischen Gesellschaft.
Een aantal werken is postuum uitgegeven, waaronder zijn Ectocarpeen-Studien (9 delen, [minstens] tot 1964).
Voor het grote publiek schreef hij het lichtvoetige Der Nordseelotse. Lehrreiches und lustiges Vademekum für Helgoländer Badegäste und Besucher der Nordsee. (1908; vermeerderd en verbeterde postume heruitgave in 1924) en Der Strandwanderer. Die wichtigsten Strandpflanzen, Meeresalgen und Seetiere der Nord- und Ostsee. (1905, meermaals herdrukt; in het Nederlands vertaald als Wat vind ik aan het strand?, uitg. Helmond, 1977).

## Eponymie
De Franse fycoloog Gontran Hamel (1883–1944) noemde het geslacht Kuckuckia naar hem.